# Baptisia australis
Baptisia australis е вид цъфтящо растение от семейство Бобови (Fabaceae). Видът е незастрашен от изчезване.

## Разпространение
Baptisia australis е естествено срещан в много от централните и източни части на Северна Америка и е особено в Средния Запад, но също така е внесен в други райони, далеч извън естествения си обхват.